# Фатіма (фільм, 1958)
«Фатіма» (груз. «ფატიმა») — грузинський радянський художній фільм 1958 року кінорежисера Сіко Долідзе. За однойменним твором класика осетинської літератури Коста Хетагурова.

## Сюжет
Осетинському князю підкидають грудну дівчинку. На згадку про померлу дочку князь вдочеряє маля. Проходять роки. Красуня Фатіма і син князя Джамбулат кохають один одного. Закохується у Фатіму і батрак князя Ібрагим, але спостерігаючи за щасливою парою, приховує свої почуття. Починається російсько-турецька війна і Джамбулат перший по жеребкуванню на п'ять років покидає рідні місця і кохану. Проходять п'ять, десять років. Роки не наближають зустріч закоханих. За законом гір Фатіму примушують вийти заміж. На цьому наполягає і князь. Дівчина відкидає княжих наречених і обирає старого друга - холопа Ібрагима, який працює тепер у російського інженера. Ібрагим зумів створити щасливу сім'ю. Первістка назвали Джамбулатом. Фатіма щаслива з чоловіком і дитиною. Проходить п'ять років у радості і спокої. Несподівано повертається Джамбулат, який поневірявся по світу після полону, як і раніше кохає Фатіму, - і вимагає, аби вона була з ним...

## Актори
- Володимир Тхапсаєв — князь Алімбек
- Тамара Кокова — Фатіма
- Отар Мегвінетухуцесі — Джамбулат
- Гіулі Чохонелідзе — Ібрагим
- Цаца Аміреджибі — сестра князя
- Мегі Цулукідзе — Зарета
- Іван Русинов — інженер
- Акакій Васадзе — Заурбек
- Дмитро Маміев — Сослан
- Давид Сохадзе — маленький Джамбулат
- Есма Цховребова — няня

## Знімальна група
- Режисер-постановник і сценарист: Сіко Долідзе
- Оператор-постановник: Дудар Маргієв
- Художник-постановник: Серапіон Вацадзе
- Режисери: В. Валішвілі, І. Тархнішвілі
- Звукооператор: В. Долідзе
- Композитори: Б. Галаєв, Арчіл Керселідзе
- Комбіновані зйомки: 
  - оператор: Франціск Семянников
  - художник: М. Сехніашвілі
- Режисер-монтажер: Василь Доленко
- Художник по костюмах: А. Джанаєв
- Художник-гример: З. Урігашвілі
- Директор картини: Т. Лордкіпанідзе